# Опенхаймер (филм)
„Опенхаймер“ (на английски: Oppenheimer) е американски биографичен филм от 2023 г. на режисьора Кристофър Нолан, и главната роля се изпълнява от Килиън Мърфи като американския теоретичен физик Робърт Опенхаймер, който е „бащата на атомната бомба“ за ролята му в Проекта „Манхатън“. Носител на наградата Оскар за най-добър филм през 2024 година. 
Филмът е базиран на биографичната книга „Американският Прометей“, написан от Кай Бърд и Мартин Шъруин. Филмът е копродукция между „Юнивърсъл Пикчърс“, „Синкопи Инк.“ и Атлас Ентъртейнмънт, докато Нолан продуцира филма с Ема Томас и Чарлс Роувън.
„Опенхаймер“ излиза в Съединените щати на 21 юли 2023 г. от „Юнивърсъл Пикчърс“. Това е първият филм на режисьора Нолан, който не е разпространен от „Уорнър Брос Пикчърс“ след „Мементо“ (2000).

## Сюжет
Филмът разглежда малка част от живота на Робърт Опенхаймер (Килиън Мърфи) преди началото на проекта за разработване на атомна бомба, целия процес по разработването и, използването ѝ над Хирошима и Нагасаки, както и последвалото изслушване срещу него с цел да бъде ограничено политическото му влияние.

## Актьорски състав
- Килиън Мърфи – Робърт Опенхаймер[2]
- Емили Блънт – Катрин Опенхаймер[3]
- Мат Деймън – Лесли Гроувс[4]
- Робърт Дауни Джуниър – Луис Страус[4]
- Флорънс Пю – Джийн Татлок[5]
- Джош Хартнет – Ърнест Лорънс[6]
- Кейси Афлек – Борис Пеш[7]
- Рами Малек – Дейвид Хил[5]
- Кенет Брана – Нилс Бор[8]
- Бени Садфи – Едуард Телер[5]
- Дилън Арнолд – Франк Опенхаймер[9]
- Густаф Скарсгорд – Ханс Бете[10]
- Дейвид Крамхолц – Изидор Раби[11]
- Матю Модайн – Ванивар Буш
- Дейвид Дастмалчиан – Уилям Л. Бордън
- Том Конти – Албърт Айнщайн[12]
- Майкъл Ангарано – Робърт Сърбър[13]
- Джак Куейд – Ричард Фейнман[14]
- Джош Пек – Кенет Бейнбридж[15]
- Оливия Търлби – Лили Хорниг[16]
- Дейн Дехан – Кенет Никълс[17]
- Дани Деферари – Енрико Ферми
- Олдън Ехренрайх – Помощник в Сената[11][18]
- Джеферсън Хол – Хакон Шевалие[19][20]
- Джейсън Кларк – Роджър Роб[21]
- Джеймс Д'Арси – Патрик Блакет[22]
- Тони Голдуин – Гордън Грей[23]
- Девън Бостик – Сет Недърмейър[24]
- Алекс Улф – Луис Уолтър Алварез
- Скот Граймс – Съветник[25]
- Джош Зукърман – Джовани Роси Ломаниц[26]
- Матиас Швайгхьофер – Вернер Хайзенберг[27][28]
- Кристофър Денъм – Клаус Фуш[25]
- Дейвид Рисдал – Доналд Хорниг[29]
- Гай Бърнет – Джордж Елтънтън[30]
- Луис Ломбард – Рут Толман[31]
- Харисън Гилбъртсън – Филип Морисън[32]
- Ема Дюмон – Джаки Опенхаймер[32]
- Тронд Фауса Аурвог – Джордж Кистяковски[33]
- Оли Хааскиви – Едуард Кондън[9]
- Гари Олдман – Хари С. Труман[34]
- Джон Гоуънс – Уорд Евънс
- Кърт Коехлер – Томас Морган